# Нетезь
Нетезь, Нетезі (рум. Netezi) — село у повіті Нямц в Румунії. Входить до складу комуни Грумезешть.
Село розташоване на відстані 302 км на північ від Бухареста, 25 км на північ від П'ятра-Нямца, 92 км на захід від Ясс.

## Населення
За даними перепису населення 2002 року у селі проживали 229 осіб, усі — румуни. Усі жителі села рідною мовою назвали румунську.